# Yenikənd (Samux)
Yenikənd è un comune dell'Azerbaigian situato nel distretto di Samux. Conta una popolazione di 1 221 abitanti.